# Coprinellus callinus
Coprinellus callinus es una especie de hongo en la familia Psathyrellaceae. Fue descripto por primera vez como Coprinus callinus en 1952 por los micólogos M. Lange y Alexander H. Smith, y posteriormente fue transferido al género Coprinellus en 2001.